# ヒーロー型巡視艇
| ヒーロー級巡視艇                     | ヒーロー級巡視艇                                                | ヒーロー級巡視艇                                                |
| ------------------------------------ | --------------------------------------------------------------- | --------------------------------------------------------------- |
| CCGS プライベート・ロバートソン V.C. |                                                                 |                                                                 |
| 船級概観                             |                                                                 |                                                                 |
| 船種                                 | 巡視艇 (Patrol Vessel)                                          | 巡視艇 (Patrol Vessel)                                          |
| 船型                                 | ダーメン・スタン4207型巡視艇                                    | ダーメン・スタン4207型巡視艇                                    |
| 同型船                               | 9隻                                                             | 9隻                                                             |
| 就役期間                             | 2001年 - 現在                                                   | 2001年 - 現在                                                   |
| 性能諸元                             |                                                                 |                                                                 |
| 排水量                               | 257トン                                                         | 257トン                                                         |
| 全長                                 | 43 m (141 ft)                                                   | 43 m (141 ft)                                                   |
| 全幅                                 | 7.1 m (23 ft)                                                   | 7.1 m (23 ft)                                                   |
| 吃水                                 | 2.84 m (9.3 ft)                                                 | 2.84 m (9.3 ft)                                                 |
| 速力                                 | 最大: 25ノット                                                  | 最大: 25ノット                                                  |
| 航続力                               | 2,000海里（14ノット時）                                         | 2,000海里（14ノット時）                                         |
| 航海日数                             | 2週間                                                           | 2週間                                                           |
| 乗員                                 | 14名 （沿岸警備隊員9名＋ 水産海洋省職員または 騎馬警察隊員5名） | 14名 （沿岸警備隊員9名＋ 水産海洋省職員または 騎馬警察隊員5名） |
| 装備                                 | 7.53m 複合艇(RHIB)                                              | 7.53m 複合艇(RHIB)                                              |
| 武装                                 | なし（検討中）                                                  | なし（検討中）                                                  |

ヒーロー級巡視艇 (Hero-class patrol vessel) は、カナダ沿岸警備隊の巡視艇である。計画段階では内洋巡視艇プロジェクト（Mid-Shore Patrol Vessel Project）と呼ばれていた。9隻がハリファックス造船所で建造された。

## 命名
ヒーロー級巡視艇の各艇は、それぞれ王立カナダ騎馬警察、カナダ沿岸警備隊、カナダ水産海洋省、カナダ軍において顕著な功績を挙げたか英雄的な行動を示した人物の名前にちなんでいる。
- CCGS プライベート・ロバートソン V.C.(CCGS Private Robertson V.C.)は第一次世界大戦においてヴィクトリア十字章を受章したカナダ陸軍のジェームス・ピーター・ロバートソン上等兵(英語版)にちなむ。
- CCGS コーポラル・ケーブル V.C.(CCGS Caporal Kaeble V.C.) は第一次世界大戦においてヴィクトリア十字章を受章したカナダ陸軍のジョセフ・ケーブル伍長(英語版)にちなむ。
- CCGS コーポラル・ティーザー C.V. (CCGS Corporal Teather C.V.) は人命救助によりクロス・オブ・ヴァロー(C.V.)を受章した王立カナダ騎馬警察のロバート・ゴードン・ティーザー伍長 (英語版)にちなむ。
- CCGS コンスタブル・キャリエール (CCGS Constable Carrière) は王立カナダ騎馬警察のJ. L. フランソワ・キャリエール(英語版)にちなむ。
- CCGS G. ペドル(CCGS G. Peddle) はスター・オブ・カレッジ(S.C.)を受章したカナダ沿岸警備隊のグレゴリー・ポール・ペドル(英語版)にちなむ。
- CCGS コーポラル・マクラーレン M.M.V.(CCGS Corporal McLaren M.M.V.) はメダル・オブ・ミリタリー・ヴァロー（英語版）(M.M.V.)を受章したカナダ陸軍のマーク・ロバート・マクラーレン伍長(英語版)にちなむ。
- CCGS A. ルブラン (CCGS A. LeBlanc) はカナダ水産海洋省のアガピット・ルブラン(Agapit LeBlanc) にちなむ。
- CCGS M. チャールズ (CCGS M. Charles) はメダル・オブ・ブレイブリー（英語版）(M.B.)を受章したカナダ沿岸警備隊の潜水士マーティン・チャールズ(英語版)にちなむ。
- CCGS キャプテン・ゴダール M.S.M. (CCGS Captain Goddard M.S.M.) はメリトリアス・サービス・メダル（英語版）(M.S.M.)を受章したカナダ陸軍のニコラ・ゴダール大尉(英語版)にちなむ。

## 船体
内洋巡視艇プロジェクトの初期要求は、全長37～42メートルの中型巡視艇で、120海里（220キロメートル）の行動範囲と最大25ノット（時速46キロメートル）が発揮できることだった。また、1～2隻の複合艇を搭載でき、9人の沿岸警備隊員が乗船でき、うち5人まで水産海洋省職員または騎馬警察隊員を含められることが求められた。当初は艇尾ランプを設けて航行中に複合艇の展開・揚収ができるような設計が考えられていた。
カナダ沿岸警備隊は艇尾ランプの代わりにダビット（小型クレーン）を用いたシングル・ポイント・リフティングを備える案を持っていた。
ヒーロー級巡視艇の最終デザインはダーメン・スタン4207型巡視艇を元にしたものになった。これは5人までの騎馬警察隊員やカナダ国境サービス庁職員、水産海洋省職員と9人の乗組員が乗船できた。全長43メートルで最大25ノット、行動範囲2,000海里（3,700キロメートル）を実現し、さらに補給なしで海上に2週間留まることもできた。
2012年11月13日付のCBCニュースによれば、ピーター・マッケイ国防相は2番艇CCGS コーポラル・ケーブル V.C.の進水式でのスピーチの中でヒーロー級巡視艇に武装を施すと発表した。
マッケイ国防相は、米州機構から薬物の密輸や人身売買に対抗するためカナダ沿岸警備隊の武装を求められていると述べた。カナダ沿岸警備隊の艦艇はこれまで武装をしたことはなく、騎馬警察の装備運搬や同乗の騎馬警察官が個人用小火器を携帯していたことがあるだけだった。これに対し、カナダ議会上院は沿岸警備隊の艦艇は武装すべきであると勧告した。また、北極圏における主権問題と海洋法の専門家であるマイケル・バイヤーズ教授は、カナダ沿岸警備隊の艦艇は「甲板に銃を据える暗黙的な権利 ("quiet authority of a deck-mounted gun" )」を有すると述べている。

## 任務
本型の主要任務はカナダ領海の大西洋・太平洋の海上安全保障および漁業監視であり、捜索救難および海洋汚染監視も期待されている。うち4隻は五大湖とセントローレンス運河の安全保障任務に充てられる。
これは、本型の導入により8隻の旧式艇が退役することから、沿岸警備隊の保有艦艇数は1隻増にしかならないためである。
2009年11月のハイパフォーマンス・マリン・ヴィークル・シンポジウムにおいて、海軍とダーメン・グループ技術者の共著の公海上での高速巡視艇の安定性に関する論文が発表された。
この論文では拡大船形コンセプトおよびアックス・バウコンセプトと呼ばれる2つの船体設計が比較されており、拡大船形コンセプトの例としてヒーロー型で採用されたダーメン・スタン4207型が取り上げられていた。論文では、アックス・バウコンセプトの垂直型船首と船首舵は荒れた海での安全性に優れるとしている。ダーメン・スタン4207型にはアックス・バウも垂直型船首や船首舵も備えられていない。

## 導入までの経緯
2006年、スティーブン・ハーパー首相は先代のポール・マーティン首相が打ち出した内洋巡視艇プロジェクト（8隻の取得を予定）を継続すると公約したが、その時点では予算の裏付けはなかった。 2007年3月19日に12隻の内洋巡視艇と2隻の海洋資源調査船の建造費として3億2400万ドルの予算が認められ、当初予定より4隻増勢した12隻の建造となった。
2008年3月25日にはカナダ海軍の統合支援艦プロジェクト(英語版)の入札取り止めが発表され、内洋巡視艇プロジェクトは入札額が配分された予算を大幅に上回ることから保留されることになった。
沿岸警備隊がコスト削減のため要求性能の引き下げを提案したことで、2009年2月26日にカナダ政府は12隻の内洋巡視艇の入札手続きを再開した。
2009年9月2日に水産海洋相と国防相が9隻の内洋巡視艇を1億9,400万ドルでハリファックス造船所に発注すると発表した。